# Aislador de barrera
Un aislador (también conocido como “aislador de barrera”) es un equipo de bioseguridad que provee una barrera protectora física entre el técnico laboratorista y el proceso que realiza, a la vez que crea un ambiente confinado, estéril y aséptico. Este equipo protege de la contaminación tanto al operario como al producto que se manipula. Estos equipos son usados principalmente por la industria farmacéutica para la manipulación de sustancias peligrosas o tóxicas.
Una de las características de estos equipos es la de mantener una calidad de aire puro óptima en su interior, es decir, libre de partícula u organismos en suspensión (bacterias o virus, por ejemplo) y vapores tóxicos, a pesar de que se manipulen elementos que pueden ser contaminantes. Normalmente en el aire hay millones de partículas por m³, pero los aisladores de barrera logran reducirlas a 100 o 1000 por m³.
El desafío de esta tecnología es lograr aire puro a pesar de que se manipulan sustancias que emiten vapores o partículas y además solucionar la problemática de intercambio de materiales entre el exterior y el interior. Claves son el sistema de filtrado y flujo laminar para lograr estos objetivos, a tal punto que el sellado pasa a ser secundario. Los filtros más avanzados son los llamados HEPA (High-Efficiency Particulate Absorption) que eliminan el 99,97% de las partículas con diámetro mínimo de 0.3 micrómetros (µm).